# Dimitrina Lau-Bukowska

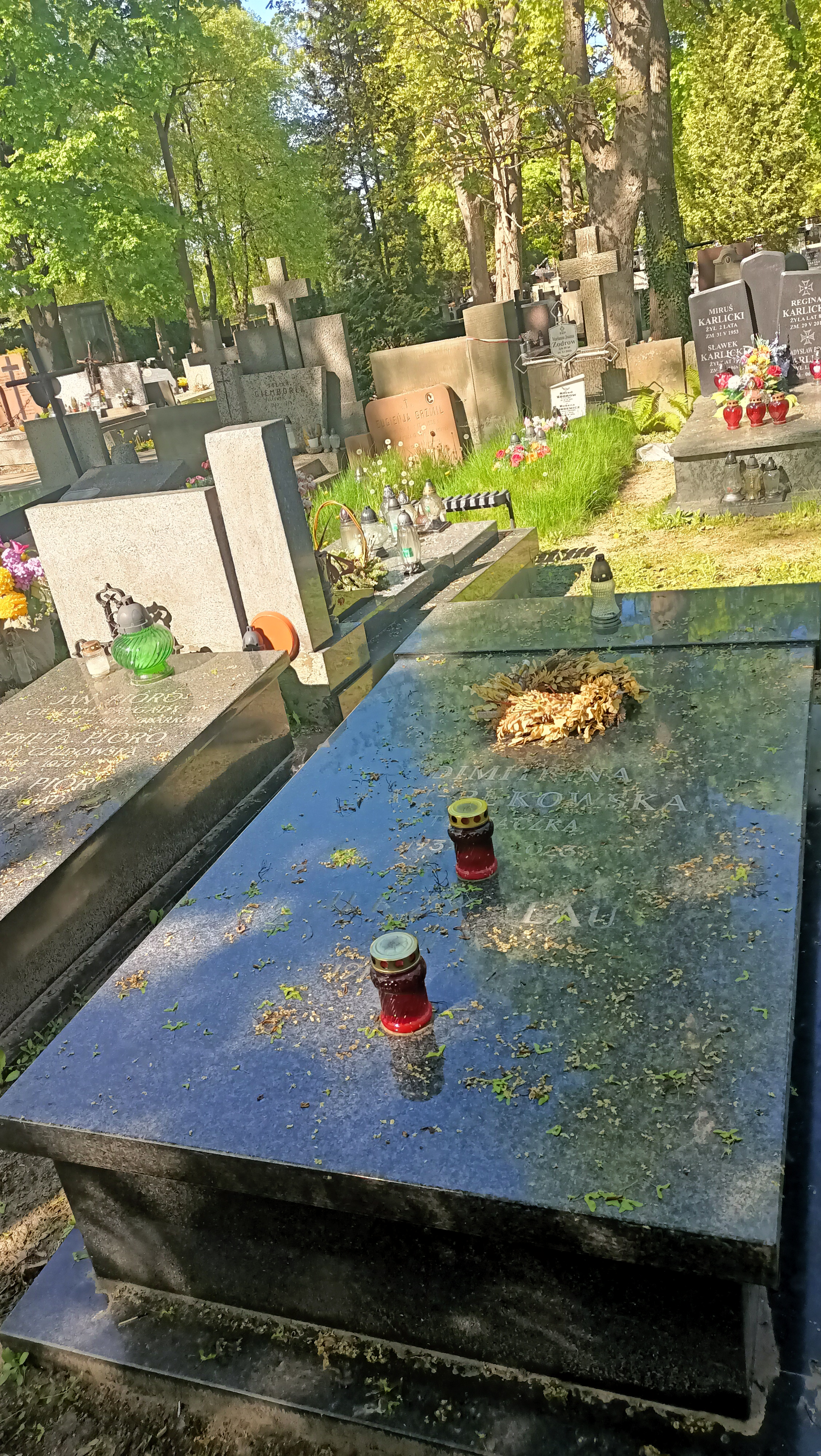
Grób Dmitriny Lau-Bukowskiej na cmentarzu wojskowym na Powązkach

Dimitrina Lau-Bukowska (ur. 21 sierpnia 1937 w Burgasie, zm. 5 września 2023 w Paryżu) – poetka i tłumacz literatury polskiej i bułgarskiej. 

## Życiorys
Bułgarka o podwójnym obywatelstwie. Urodziła się jako Dimitrina Paskalewa. Dzieciństwo spędziła w rodzinnym Burgasie. Ukończyła studia zootechniczne na Uniwersytecie Sofijskim. Po obronie dyplomu w 1963 przeprowadziła się do męża Jerzego Lau'a do Krakowa, rok później zamieszkali w Warszawie. Wraz z mężem, a po jego śmierci w 1970 roku samodzielnie, zajmowała się przekładami literatury polskiej oraz bułgarskiej. Od początku lat 70. pracowała także jako tłumacz konsekutywny, obsługując delegacje rządowe bułgarskie i polskie. W latach 80. wróciła na ponad dziesięć lat do Bułgarii, żeby zająć się chorą matką, po jej śmierci ponownie przyjechała do Polski.
Wydała trzy tomiki własnej poezji - dwa w Bułgarii i jeden w Polsce.
Przetłumaczyła na język bułgarski m.in. cykle poetyckie współczesnych autorów polskich, 20 tomów prozy – powieści, publicystykę naukową, eseje filozoficzne (Witold Gombrowicz, Jerzy Andrzejewski, Leszek Kołakowski, Andrzej Kuśniewicz, Janusz Głowacki), 18 sztuk teatralnych: (Stanisław Ignacy Witkiewicz, Witold Gombrowicz).
Z literatury bułgarskiej m.in.: 5 antologii (poezji, humoru i satyry, prozy i dramatu), 9 tomików poezji wybranej (klasycy i autorzy współcześni); cykli poezji dla polskiej prasy literackiej 15 tomów prozy (powieści, opowiadania, dramaty, baśnie ludowe), 19 sztuk teatralnych i lalkowych (m.in. I. Pejczew, J. Radiczkow, I. Radojew, G. Dżagarow, W. Petrow, R. Moskowa, S. Stratijew). Była uczestnikiem programu „Pokonać wieżę Babel”.
Członkini Stowarzyszenia Autorów ZAiKS od 1981.
Od 1961 do 1970 była żoną poety Jerzego Lau'a. Wyszła po raz drugi za mąż, za Polaka, Jacka Bukowskiego. 
Zmarła w Paryżu, pochowana 21 września 2023 na cmentarzu Wojskowym na Powązkach (kwatera B22-4-25).

## Wybrane tłumaczenia
- Poezje wybrane – Tryptyk Rzymski  Karola Wojtyły – Jana Pawła II[8]
- Poezje wybrane Zbigniewa Herberta[8]
- Wybór poezji i prozy Jana Twardowskiego[7]
- Król obojga Sycylii Andrzeja Kuśniewicza
- Polowanie na muchy Janusza Głowackiego
- Ciemności kryją ziemię Jerzego Andrzejewskiego
- Bramy raju Jerzego Andrzejewskiego
- Nikt Jerzego Andrzejewskiego
- Wybór poezji Aleksandra Nawrockiego
- Sekrety życia. Kalendarz poetycki Juliusza Erazma Bolka

## Odznaczenia i nagrody
- 1978: Medal 100-lecia Wyzwolenia od Osmanów 1878–1978 (Bułgaria)
- 2002: Odznaka honorowa „Zasłużony dla Kultury Polskiej”
- 2005: Nagroda literacka ZAiKS-u dla tłumaczy[11]
- 2006: Nominacja Najlepszy przekład roku 2005 w dorocznym konkursie Bułgarskiego Ministerstwa Kultury za przekład Poezje wybrane – Tryptyk Rzymski Karola Wojtyły – Jana Pawła II[7]
- 2008: Nagroda I Festiwalu Poezji Słowiańskiej w Warszawie – Za promocję literatury polskiej[4][12]
- 2011: Krzyż Kawalerski Orderu Zasługi Rzeczypospolitej Polskiej[13]